# L'ultima ossessione del dottor Beck
L'ultima ossessione del dottor Beck  (Just What the Doctor Ordered) è un film drammatico statunitense del 2021 di Jeff Hare.

## Trama
Albert, affetto da allucinazioni e disturbi della personalità, si nasconde in una casa in stile vittoriano vuota ad Atlanta, dopo essere evaso dall'Ospedale psichiatrico statale « Saint Agatha » di Abernathy. L'inaspettato arrivo delle nuove proprietarie, una vedova e sua figlia Alex, costringono l'uomo a nascondersi in soffitta osservando la vita delle due donne dall'alto.

## Curiosità
Il film è in realtà il sequel di Ossessione senza fine (Stalked by My Doctor), quinta opera televisiva – trasmessa anche dalla TV italiana – e iniziata nel 2015 con l'omonimo titolo diretto da Doug Campbell, poi proseguita l'anno seguente con Ossessione senza fine: il ritorno (Stalked by My Doctor: The Return). La saga televisiva intorno alle storie del Dr. Albert Beck comprende, fra l'altro, un terzo film dal titolo La vendetta di Sophie del 2018 (Stalked by My Doctor: Patient's Revenge), in onda con doppiaggio italiano nel '20. Il quarto film della "serie", in ordine di tempo, è Frammenti di un incubo (Stalked by My Doctor: A Sleepwalker's Nightmare), uscito negli USA per la regia di Jeff Hare nel 2019 e trasmesso in Italia nel 2021.